# Акції протесту проти НАТО у Феодосії
Акції протесту проти НАТО у Феодосії — пікети противників НАТО, які пройшли у місті Феодосія (Автономна Республіка Крим) з 27 травня по 26 червня 2006 року. За різними оцінками (переважно російських ЗМІ) у пікетах взяло участь від 100 до 2,5 тисяч осіб. Акції були організовані проросійськими громадсько-політичними активістами за підтримки керівництва Російської Федерації та місцевих осередків тодішніх опозиційних партій (Партія регіонів, ПСПУ, КПУ та ін.). Вони супроводжувались потужними інформаційно-пропагандистськими кампаніями, які мали на меті фальсифікацію історичних фактів, ревізію історичних подій, дискредитацію української армії, української влади, країн-членів НАТО і Альянсу в цілому.
Крім Феодосії, яка була епіцентром пікетів, акції також пройшли в інших містах півострова, зокрема в Сімферополі та Алушті. У результаті цих подій заплановані міжнародні навчання «Sea Breeze» були зірвані, а повністю розвантажити військово-транспортний корабель «Advantage», який доставив до порту Феодосії транспорт, стрілецьку зброю, будівельні матеріали і спецтехніку для удосконалення тренувальної бази Старокримського полігону ВМС України, так і не вдалося.

## Передісторія
Відповідно до планів міжнародного військового співробітництва між Україною та США на 17 червня 2006 року планувалося провести україно-американські миротворчі навчання «Sea Breeze», які, починаючи з 1997-го року щорічно проводилися на території України згідно з «Меморандумом про взаєморозуміння та співробітництво з питань оборони та військових відносин» між Міноборони США і Міноборони України від 1993-го року. Мета запланованих навчань полягала у покращенні співпраці і координації між країнами Чорноморського регіону. За домовленістю, Україна повинна була надати військову і цивільну інфраструктуру чорноморського узбережжя, а США підтримати ці навчання фінансово, а також надати допомогу в техніці та обладнанні, в тому числі й в модернізації навчально-тренувальної бази Старокримського полігону ВМС України, яка за програмою військової співпраці НАТО «Партнерство заради миру» повинна використовуватися для підготовки миротворчих військових підрозділів.
Втім, за Конституцією України та Законом України «Про порядок допуску та умови перебування підрозділів збройних сил інших держав на території України» допуск будь-яких іноземних військових сил і техніки на територію України здійснюється тільки з дозволу Верховної Ради України. Щорічно таке рішення депутати схвалювали, однак дозвіл на навчання 2006 року Верховна Рада так і не надала.

## Ключові події
У ніч на 28 травня 2006 року до Феодосійського морського торговельного порту прибуло судно «Advantage» з будівельними матеріалами і спецтехнікою Північноатлантичного альянсу, а також з військовими спеціалістами США, але розвантаження одразу почало супроводжуватися сутичками та блокуванням мітингувальниками за підтримки політичних сил Криму, зокрема представників Партії регіонів та ПСПУ, які оголосили про початок пікетів у Феодосії та загалом по Криму, вважаючи, що американці прибули для будівництва бази НАТО.
На початку червня Верховна Рада Автономної Республіки Крим оголосила півострів «територією без НАТО», хоча це рішення юридичних наслідків ніяких не могло мати, адже такого роду законодавчі ініціативи може прийняти лише Верховна Рада України. Проте аналогічне до ВР АРК рішення було прийняте також депутатами місцевих рад Алушти, Сімферополя і Луганська.
Неабиякий інтерес після початку протестів проти НАТО у Феодосії проявився у керівництва сусідньої північно-східної держави, яке вирішило скористатися хиткою ситуацією. Проросійські політичні сили сприйняли появу НАТО на півострові, як явну ворожу дію по відношенню до інтересів Російської Федерації. У Держдумі РФ було вирішено навіть розглянути можливість анексії Кримського півострова. У 2007 році закінчувався двосторонній договір, згідно з яким Росія повинна визнати державу Україна в її існуючих кордонах. У зв'язку з цим російські депутати вважали за необхідне до 30 листопада 2006 року заявити про непродовження цього договору і повернення Криму до складу РФ відповідно до Кючук-Кайнарджійського договору від 1774 року, укладеним між Російською та Османською імперіями.

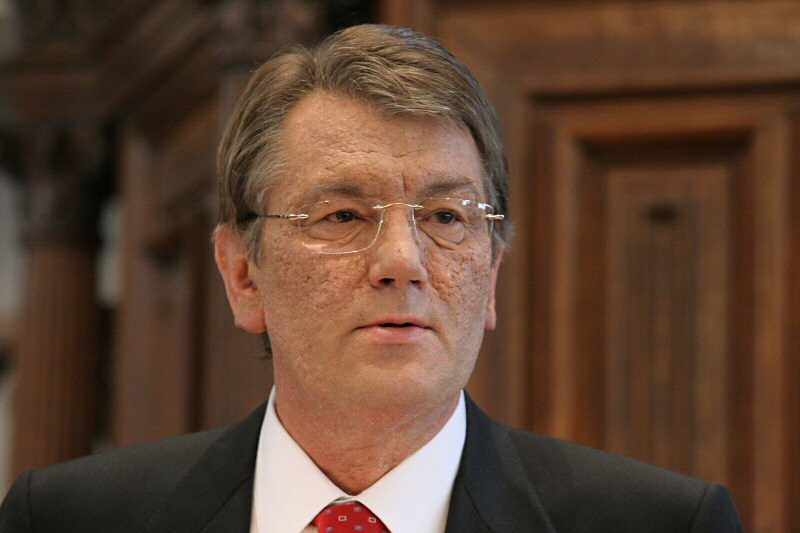
3-й Президент України Віктор Ющенко

Президент України Віктор Ющенко назвав провокацією організовані акції протесту проти присутності і розвантаження в морському порту Феодосії військових кораблів НАТО. А міністр оборони Анатолій Гриценко у свою чергу заявив, що ще у 2005 році було погоджено про присутність контингенту НАТО у порту Феодосії, а також те, що місцева влада Криму була заздалегідь ознайомлена з намірами про проведення міжнародних навчань. Слова міністра оборони підтверджував і адмірал, в.о. головнокомандувача ВМС ЗСУ Ігор Кабаненко, який заявив, що відправляв листа меру Феодосії Володимиру Шайдерову, в якому було наведено перелік вантажу судна ВМС США, яке прибуде до Феодосії. Такі самі листи ним було відправлено усім високопосадовцям АРК, які так чи інакше були причетними до запланованих навчань, в тому числі й Голові Ради Міністрів АРК Анатолію Бурдюгову.
Уповноважений з прав людини Ніна Карпачова заявила, що незаконне перебування на території України військових підрозділів НАТО можна оцінити як спробу посягання на суверенітет і національну безпеку України, і тому вона внесла подання Генеральному прокурору України про притягнення до відповідальності осіб, винних у порушенні Конституції України. Проте ніяких наслідків подання не мало.
Депутати Верховної Ради України, які зібралися на позачергове засідання 7 червня 2006 року, так і не змогли надати дозвіл на перебування військових підрозділів інших країн на території України, оскільки навіть у порядку денному це питання було відсутнє, а тому 12 червня американські військовослужбовці залишили територію України. І вже 26 червня намети були згорнуті, а пікети завершилися.
8 серпня 2006 року Господарський суд АРК визнав незаконним і відмінив рішення Феодосійської міської ради про визнання Феодосієї «територією без НАТО».
Інші місцеві ради, які прийняли аналогічні рішення услід за Феодосією, самостійно відмінили їх після заклику постійного представника Президента в АРК Геннадія Москаля.
Через рік після подій представниками Компартії України був організований антинатівський всекримський мітинг, а в районі морського порту у Феодосії встановлено пам'ятну дошку з нагоди річниці акцій протесту.

## Хронологія
26 травня 2006

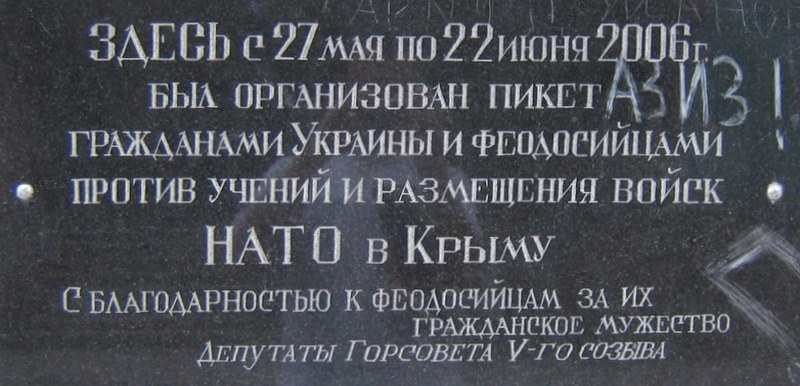
Пам'ятна дошка біля морпорту, яка була встановлена через рік після акцій протесту

Депутати Феодосійської міської ради обговорюють питання законності перебування військ НАТО у Феодосії. На сесії від представників Партії регіонів лунають заклики не випускати вантаж з порту, який має бути доставлений судном ВМС США.
27 травня 2006
До порту Феодосії прибув корабель ВМС США «Advantage». Почалося блокування розвантаження судна, на борту якого знаходилась важка техніка і стратегічне обладнання. Передусім протестувальниками виявилися активісти Прогресивної соціалістичної партії України, Комуністичної партії України і Партії регіонів, а організаторами акції голова Феодосійської «Российской общины» та один з депутатів Верховної Ради АР Крим. Усього пікетувало близько 100 осіб. Вони тримали плакати з написами: «Крым — без НАТО!», «Мы не янки, а славяне!», «Не пустимо НАТО до Феодосії!», «Росія — друг, НАТО — ворог!». Біля воріт порту були розгорнуті намети. Перед протестуючими виступила лідерка ПСПУ Наталія Вітренко, яка почала закликати до більш рішучих дій. Мітингувальники почали вимагати відставки начальника порту та штурмувати зачинені ворота порту.
28 травня 2006
Другий день не вщухають протести. Прогресивна соціалістична партія України на чолі з Наталією Вітренко закликала жителів Криму до мобілізації, поширивши заяву про те, що корабель НАТО заплив до Феодосії без надання згоди Верховної Ради України, порушуючи тим самим статтю 92 Конституції України. До акції також приєднуються представники «Фронту Національного Порятунку».
29 травня 2006
Незважаючи на протести, вдалося частково розвантажити транспортний корабель і доставити техніку на полігон поблизу міста Старий Крим. Проте акція не вщухається, і до мітингу приєднуються мешканці з різних районів АРК та представники інших партій, зокрема Партії зелених, блоку «Народна опозиція», Севастопольської молодіжної організації «Прорыв». На мітингу оголошується рішення Феодосійського міського голови про проведення позачергової сесії міськради з одним пунктом порядку денного — «Феодосія — без НАТО!». Верховна Рада України терміново скликає сесію спочатку на 6 червня, а потім переносить на 7 червня.
30 травня 2006
Депутати міської ради Феодосії одноголосно висловили протест проти присутності військ НАТО в регіоні і оголосили Феодосію «територією без НАТО». Рішення підтримали всі депутати міськради. Також міськрада звернулася до Президента України Віктора Ющенка і Верховної Ради з вимогою дати правову оцінку ситуації, що склалася у Феодосії, у зв'язку з незаконним прибуттям до порту міста іноземного корабля під прапором НАТО. Представник Президента України в АР Крим Геннадій Москаль заявив під час зустрічі з міськими депутатами і лідерами партій, а також представниками силових структур міста, що за інформацією, яку він має, дозвіл на захід судна Верховна Рада України надала ще у 2005 році. Також перед мітингуючими виступили і представники Міноборони, які проінформували протестувальників, що до Феодосії доставлено тільки техніку та будматеріали, а українські й американські фахівці мають удосконалити навчально-тренувальну базу Старокримського полігону ВМС ЗС України, проте протестувальники не повірили і заявили про продовження пікету до 7 червня, оскільки Верховна Рада України повинна розглянути у цей день питання про проведення навчань.
31 травня 2006
За інформацією кореспондентів російських ЗМІ, зокрема журналістів інтернет-видання Lenta.ru, у контейнерах, доставлених кораблями НАТО до Феодосії, виявили вибухові й отруйні речовини. Через деякий час Посольство США в Україні заявило, що корабель доставив до Феодосії тільки легке озброєння, а стосовно отруйних речовин дипломати повідомили, що в контейнерах з маркуванням «токсично» знаходились тільки запасні акумулятори, фарба та інші комплектуючі. Маркування «токсично» було нанесено на контейнери у відповідності до вимог американського державного агентства. Також у цей день від першого секретаря місцевого осередку КПУ, ветеранів війни, праці та військової служби, а також низки громадських та політичних організацій, як-от: «Союза советских офицеров», "Общественно-патриотического движения «Родина», «Всеукраинской организации Союза рабочих, крестьян и трудовой интеллигенции» на адресу міського голови Феодосії надійшло повідомлення про проведення пікетування Феодосійського морського торговельного порту та санаторію Міністерства оборони України до часу ухвалення рішення Верховної Ради України про недопущення навчань на території Криму та неприпустимості введення військ НАТО.
Кілька чергових груп так званої «народної самооборони» почали блокувати всі виходи і входи в порт. Пізно ввечері з'явилися намети і розгорнуто польову кухню. Слідом за депутатами міськради Феодосії, що оголосили своє місто «територією без НАТО», таке ж рішення прийняли депутати Ленінського району Криму. Отаман феодосійських козаків Борис Степанов заявив, що навіть якщо Верховна Рада України дозволить проведення навчань Північноатлантичного альянсу на території півострова ніхто вантаж не пропустить.
1 червня 2006
У Сімферопольському аеропорту здійснив посадку військово-транспортний літак із 110 американськими морськими піхотинцями на борту, участь яких в навчаннях передбачалася їх планом. Як заявив заступник генерального прокурора України Микола Голомша для цього не потрібен дозвіл Верховної Ради. Проте керівництво КПУ заявило, що воно розцінює це як провокацію і підготовку ґрунту для подальшого нарощування натівської військової присутності в Україні, навмисну ескалацію суспільного напруження в Україні, що є порушенням Конституції і законів України Президентом і закликало блокувати будь-які спроби підготовки і проведення навчань.
Офіційний представник альянсу Джеймс Аппатурай заявив, що військові навчання, проти яких протестують жителі Феодосії та інших міст півострова, жодним чином не стосуються НАТО. За словами представника альянсу це спільні навчання тільки двох держав — США та України, а доставлений на Україну вантаж — це питання суто двосторонніх відносин.
2 червня 2006
Кілька депутатів Держдуми РФ приєднались до акції протестів. Вони закликали керівництво Росії заявити про непродовження договору про визнання України як держави та її кордонів, і закликали повернути Крим до складу РФ відповідно до Кючук-Кайнарджийського договору від 1774 року, що був укладений між Російською та Османською імперіями У той же день відбулося засідання РНБО, на якому було прийнято рішення про продовження підготовки до проведення в Криму військових навчань, незважаючи на масові протести місцевого населення. Радбез також рекомендував відповідним органам перевірити причетність громадян іноземних держав до участі в акціях протесту в Криму.
Прес-секретар Віктора Ющенка Ірина Геращенко повідомила офіційну позицію Президента України:
|  | Попередній парламент не проголосував за навчання навесні 2006 року тільки під час передвиборчих баталій і, не усвідомлюючи свою відповідальність за репутацію України перед партнерами в світі. Потім парламент взагалі відійшов від цієї теми. Політична позиція нового парламенту має тут дуже чітко прозвучати в найближчий час, тому що мова йде дійсно про міжнародний імідж України та її національні інтереси. |

Міністр закордонних справ України Борис Тарасюк у свою чергу назвав події навколо розвантаження американського судна у Феодосії «політичним шоу».
В Алушті біля санаторію «Дружба», в якому перебували американські військовослужбовці, зібрався натовп з плакатами «Янки — геть!». Персонал санаторію заявив, що не збирається обслуговувати американських фахівців. 62 підписи співробітники санаторію направили міністру внутрішніх справ України. Міськрада Алушти проголосила курорт «територією без НАТО».
3 червня 2006
У зв'язку з антинатівськими протестами МВС і Служба безпеки України почали перекидати у Феодосію своїх представників із Сімферополя та Києва.
4 червня 2006
Жителі Алушти, які мітингували кілька днів біля санаторію «Дружба», розходяться по домівках. Під охороною загону внутрішніх військ 140 американців покинули територію санаторію і, розмістившись в автобусах, у супроводі колони машин з міліцією виїхали на трасу Алушта — Сімферополь. Президент України Віктор Ющенко зажадав від керівництва силових структур вислати іноземних громадян, зокрема громадян Російської Федерації, які беруть участь в акціях протесту на території України, і вжити необхідних заходів, щоб не допустити їх в'їзду до України в подальшому. Також Президент України ввів у дію рішення Ради національної безпеки і оборони України про підготовку військових навчань за участю американських військ на українській території і направив до Верховної Ради для позачергового розгляду проект закону про допуск збройних сил інших держав на Україну для участі в маневрах. Крім того, він заявив про неприпустимість перевищення повноважень міськрадами Феодосії та Миколаєва, а також іншими органами місцевого самоврядування, які виступили проти навчань.
5 червня 2006
Представник фракції Соціалістичної партії у Верховній Раді Йосип Вінський заявив, що фракція не буде голосувати за проведення навчань НАТО в Україні.
6 червня 2006
Парламент Автономної Республіки Крим оголосив півострів «територією без НАТО». За це рішення проголосовали 61 з 78 депутатів, 4 утримались, проти — 0, не брали участь в голосуванні — 13.
7 червня 2006
Верховна Рада України так і не спромоглася розглянути питання щодо допуску іноземних військових формувань до України в рамках запланованих спільних навчань.
8 червня 2006
Біля морського порту Феодосії відбулася сутичка між представниками місцевих осередків ПСПУ, Партії регіонів і представниками партії «Пора» через те, що останні розгорнули плакати, на яких було написано: «НАТО — гарант безпеки для України», «НАТО — друг. Росія — друг. І друзі ми всі навколо».
12 червня 2006
Останні американські військовослужбовці залишили територію України.
22 червня 2006
Повітряний аташе Посольства Словацької Республіки в Україні Юрай Бескид заявив, що події у Феодосії не вплинуть на відносини України і НАТО.
26 червня 2006
Представники різних політичних партій згорнули наметове містечко, яке було встановлене біля Феодосійського порту